# Tapinocaninus pamelae
Tapinocaninus pamelae è un terapside estinto, appartenente ai dinocefali. Visse nel Permiano medio (circa 265 - 266 milioni di anni fa) e i suoi resti fossili sono stati ritrovati in Sudafrica.

## Descrizione
Questo animale è noto solo per alcuni crani fossili ritrovati nel Karroo (Sudafrica) e per uno scheletro postcranico incompleto, e dal raffronto con animali simili e più conosciuti (ad esempio Tapinocephalus e Moschops) è possibile ipotizzarne l'aspetto. Tapinocaninus possedeva un cranio lungo circa 50 centimetri e si suppone che l'intero animale fosse lungo circa 3 metri e che pesasse circa una tonnellata. Come molti animali simili, anche il cranio di Tapinocaninus era notevolmente ispessito sopra la regione delle orbite. 
La dentatura di Tapinocaninus era differenziata, e comprendeva incisivi forti e robusti atti a tagliare, grandi canini superiori sprovvisti però di una parte adatta a frantumare. I denti posteriori sono poco conservati, ma erano sicuramente di piccole dimensioni. Il corpo di Tapinocaninus era massiccio e robusto, sorretto da poderose zampe che sporgevano in diagonale dal corpo. Lo scheletro di Tapinocaninus, in particolare lo scheletro assiale, conserva alcune caratteristiche primitive che erano state precedentemente riscontrate solo nei sinapsidi di grado evolutivo più arcaico, i cosiddetti pelicosauri.

## Classificazione
Tapinocaninus pamelae venne descritto per la prima volta nel 1991 da Bruce Rubidge, grazie al ritrovamento di fossili del cranio e della mandibola ritrovati nella zona di Beaufort West (Karroo, Sudafrica). I fossili indicano che questo animale era un rappresentante primitivo dei tapinocefalidi, un gruppo di dinocefali erbivori tipici del Permiano medio. In particolare Tapinocaninus sembrerebbe essere stato vicino alla base di questo gruppo, e doveva essere piuttosto affine a Ulemosaurus della Russia.